# Bataille de Honnecourt
Pour les articles homonymes, voir Honnecourt.
Guerre de Trente Ans
Batailles
La bataille de Honnecourt, le 26 mai 1642, est une victoire espagnole sur la France lors de la guerre de Trente Ans.

## Contexte
Le principal des forces françaises est au sud pour le siège de Perpignan. Le gouverneur espagnol de Flandre, Francisco de Melo décide d'ouvrir le front nord et attaque ; après la prise de la Marfée, les Français se scindent en deux armées, le comte d'Harcourt et 17 000 hommes pour couvrir Boulogne, de Guiche et 10 000 hommes pour couvrir la Champagne et le Vermandois.

## Forces en présence
De Guiche commande les régiments de : Rambures, Piedmont, Marquis de Persan, Marquis de Saint-Mégrin, Vervins et moins sûrement les régiments d'Huxelles, de Beausse, de Quincy, le régiment anglais de Hill, irlandais de Bellins et de Fitz William. La droite est commandée par le Sieur de Courcelles, le centre et l'artillerie par le Sieur de Lennoncourt, l'aile gauche par Josias Rantzau. La réserve est au centre sous de Guiche et l'abbaye d'Honnecourt est tenue par 500 mousquetaires du régiment de Batilly.
L'espagnol est commandé par Don Francisco de Melo secondé de Jean de Beck et l'aile gauche par le comte de Bucquoy.

## Déroulement
La prudence qui prévalait jusque-là (évitement de confrontation en plaine) n'est pas appliquée ce jour. Ne se mettant pas derrière la rivière, de Guiche se retranche sur la colline.
L’armée de Champagne conduite par de comte de Guiche est anéantie, elle perd les trois-quarts de ses effectifs, dont 3 200 tués, son artillerie, 50 drapeaux et ses bagages.

## Conséquences
La victoire espagnole est complète, mais la prudence et le manque d’ambition de Francisco de Melo fera que cette victoire ne sera pas exploitée par une avance massive dans le Nord de la France et que le reste de la campagne s’achèvera sans aucun profit majeur pour les Espagnols. La bataille de Rocroi entre les mêmes belligérants balayera ce revers en anecdote de l'histoire.